# Viscount FitzWilliam
Viscount FitzWilliam, of Merrion in the County of Dublin, war ein erblicher britischer Adelstitel in der Peerage of Ireland.
Familiensitz der Viscounts war Mount Merrion House im irischen County Dublin.

## Verleihung und Geschichte des Titels
Der Titel wurde am 5. August 1629 von König Karl I. für Thomas FitzWilliam geschaffen. Zusammen mit der Viscountwürde wurde ihm in der Peerage of Ireland der nachgeordnete Titel Baron FitzWilliam, of Thorncastle in the County of Dublin, verliehen.
Sein Sohn, der 2. Viscount, wurde am 20. April 1661 zum Earl of Tyrconnell erhoben. Sein Earlstitel erlosch bereits am 11. April 1667, als er kinderlos starb. Seine Viscountcy und Baronie fielen an seinen jüngeren Bruder als 3. Viscount.
Beide Titel erloschen schließlich beim kinderlosen Tod des 9. Viscounts im Januar 1833.

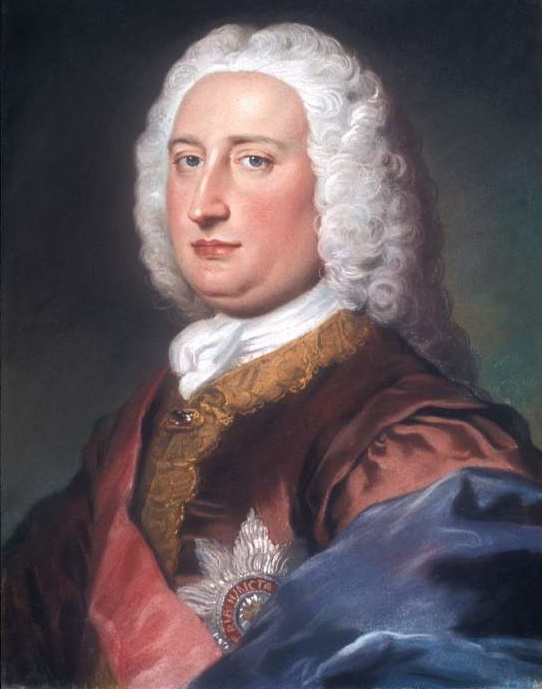
Richard FitzWilliam, 6. Viscount FitzWilliam

## Liste der Viscounts FitzWilliam (1629)
- Thomas FitzWilliam, 1. Viscount FitzWilliam (1581–1650)
- Oliver FitzWilliam, 1. Earl of Tyrconnell, 2. Viscount Fitzwilliam († 1667)
- William FitzWilliam, 3. Viscount FitzWilliam († 1670)
- Thomas FitzWilliam, 4. Viscount FitzWilliam († 1704)
- Richard FitzWilliam, 5. Viscount FitzWilliam (1677–1743)
- Richard FitzWilliam, 6. Viscount FitzWilliam (1711–1776)
- Richard FitzWilliam, 7. Viscount FitzWilliam (1745–1816)
- John FitzWilliam, 8. Viscount FitzWilliam (1752–1830)
- Thomas FitzWilliam, 9. Viscount FitzWilliam (1755–1833)